# Phidippus audax
Phidippus audax es una araña saltadora común de América del Norte. En su país de origen se conoce como "Daring Jumping Spider" (del inglés "araña saltadora atrevida") o "Bold Jumping Spider" (del inglés "araña saltadora descarada") . El tamaño promedio de los adultos varía entre 13 a 20 mm de longitud. 
Estas arañas son normalmente negras con un patrón de manchas y rayas en su abdomen y las patas. A menudo, estas manchas son de color naranja en los individuos jóvenes, tornándose blanco en la araña madura. 
Pertenece al género Phidippus, un grupo de arañas saltadoras, perfectamente identificables tanto por su tamaño relativamente grande y sus quelíceros iridiscente. En el caso de P. audax, estos quelíceros son de un verde o azul metálico brillante. 
Estas arañas se las conoce por saltar hasta 50 veces la longitud de su propio cuerpo, y el macho puede dar grandes saltos durante el cortejo si la hembra se aproxima muy rápido.
Al igual que otras arañas saltadoras, debido a sus grandes ojos orientados hacia adelante, tienen una visión estereoscópica muy buena. Esto las ayuda cuando están acechando la presa y, además, les permite algún tipo de comunicación visual con otros miembros de su especie. 

## Hábitat

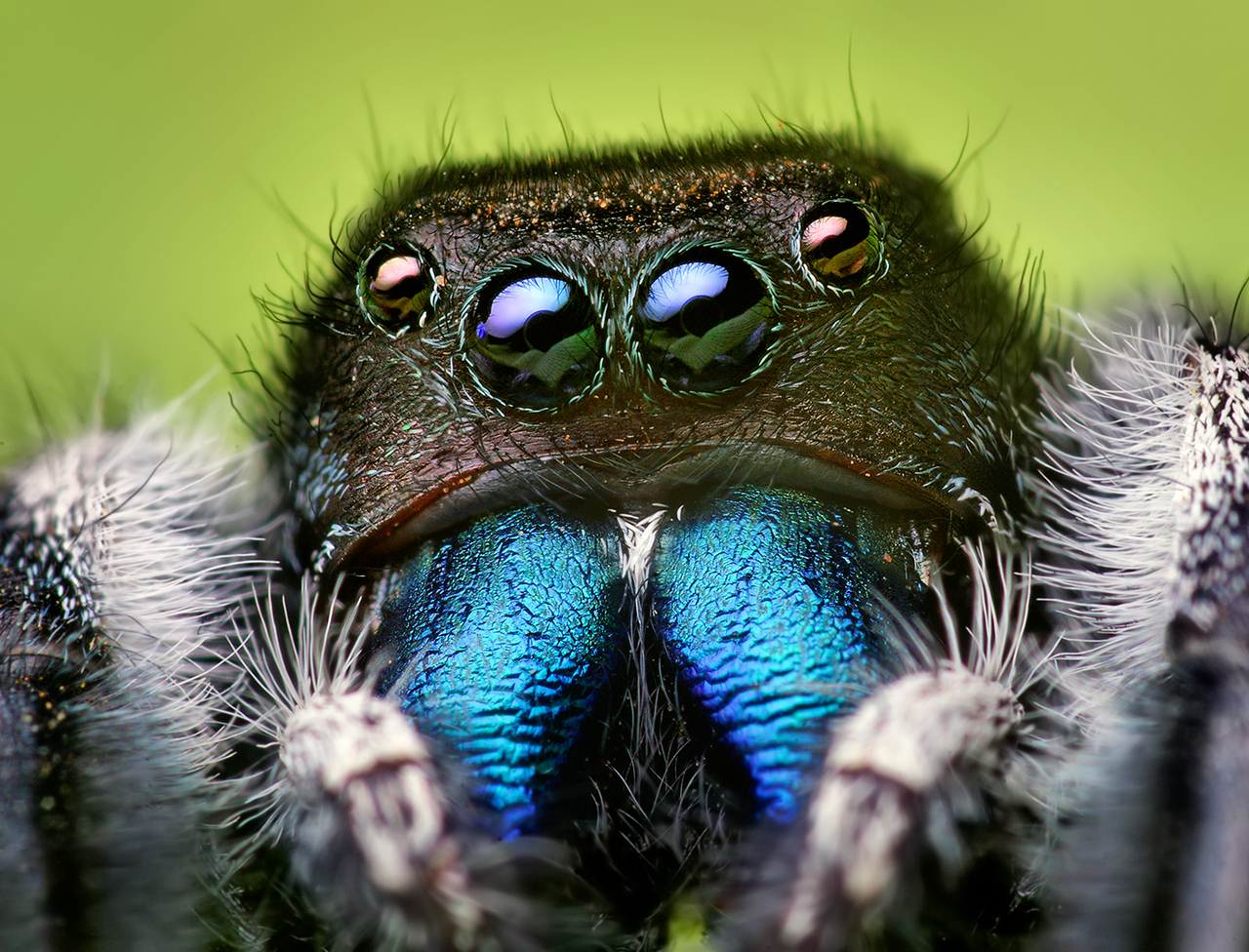
Retrato de una araña macho P. audax

Como la mayoría de las arañas saltadoras, las P. audax prefieren zonas relativamente abiertas para cazar, ya que buscan activamente presas, acechando, ya que no construyen redes. Utilizan su seda como un "salvavidas" al saltar en busca de presas o eludir depredadores. 
Son comunes en los campos y prados, aunque también se observan con frecuencia en las cercas, paredes exteriores, y en los jardines. Muchas arañas saltadoras parecen preferir las superficies planas verticales, probablemente debido al hecho de que les permite detectar y perseguir a los insectos con facilidad.

## Distribución
Esta especie es común en el sureste de Canadá, la mayor parte de los Estados Unidos, México y partes de América Central, ha sido introducida a Hawái y la Islas Nicobar, también ha sido vista en Puerto Rico y en el área metropolitana en santo domingo República Dominicana.

## Nombre
P. audax es la especie tipo para el género Phidippus. El nombre de la especie se deriva del latín audax que significa "atrevido, audaz".